# Liste de journaux en Estonie
Voici une liste des journaux estoniens :

## Journaux du matin
- Eesti Ekspress (Tallinn)
- Eesti Päevaleht (Tallinn)
- Postimees (Tallinn)

## Journaux du soir
- Äripäev (Tallinn)

## Journaux régionaux
- Laane Elu
- Maaleht
- Sakala
- Põhjarannik

## Journaux russophones
- Estoniya (Tallinn)